# Huntsville, Missouri
Huntsville är administrativ huvudort i Randolph County i Missouri. Orten fick sitt namn efter bosättaren Daniel Hunt. Huntsville är den äldsta staden i countyt.